# Tropidophoxinellus hellenicus
Tropidophoxinellus hellenicus és una espècie de peix cipriniforme de la família dels ciprínids.

## Morfologia
- Els mascles poden assolir 9,3 cm de longitud total.[5][6]

## Reproducció
Fresa entre l'abril i el juny.

## Alimentació
Menja invertebrats i plantes.

## Depredadors
És depredat per Rutilus rubilio.

## Hàbitat
És un peix d'aigua dolça i de clima subtropical.

## Distribució geogràfica
Es troba a Europa: Grècia.